# 横浜武道館
横浜武道館（よこはまぶどうかん）は、神奈川県横浜市中区の横浜市立横浜総合高等学校旧校舎跡地に整備された武道館（アリーナ併設）。2020年7月24日に開館。
2020年9月に閉館した横浜文化体育館の再整備事業の一環であり、横浜BUNTAI（2024年4月開館）のサブアリーナに相当する。

## 概要
1階に約500人収容可能な武道場、2階に約3,000人収容可能なアリーナがあり、4階にはVIPラウンジももうけられている。主に武道行事やバスケットボール、フットサル、体操競技、卓球、プロレスなどの会場として利用されている。
スポーツ以外の用途として、音楽イベントの開催も可能で、2022年5月28日に開催された超ときめき♡宣伝部の公演が初のコンサート開催となった。

## 主なイベント
- プロレス・格闘技興行（新日本・NOAH・大日本・スターダム・スーパービッグバン・TBプロモーション等）
- 皇后盃全日本女子柔道選手権大会（2022年〜）
- Fリーグ（Y.S.C.C.横浜ホームゲーム）
- B.LEAGUE・B3リーグ（横浜ビー・コルセアーズ・横浜エクセレンスホームゲーム）

## 交通
- JR根岸線「関内駅」（南口）より徒歩6分。
- 横浜市営地下鉄ブルーライン「伊勢佐木長者町駅」より徒歩4分。